# Johannes Honterus

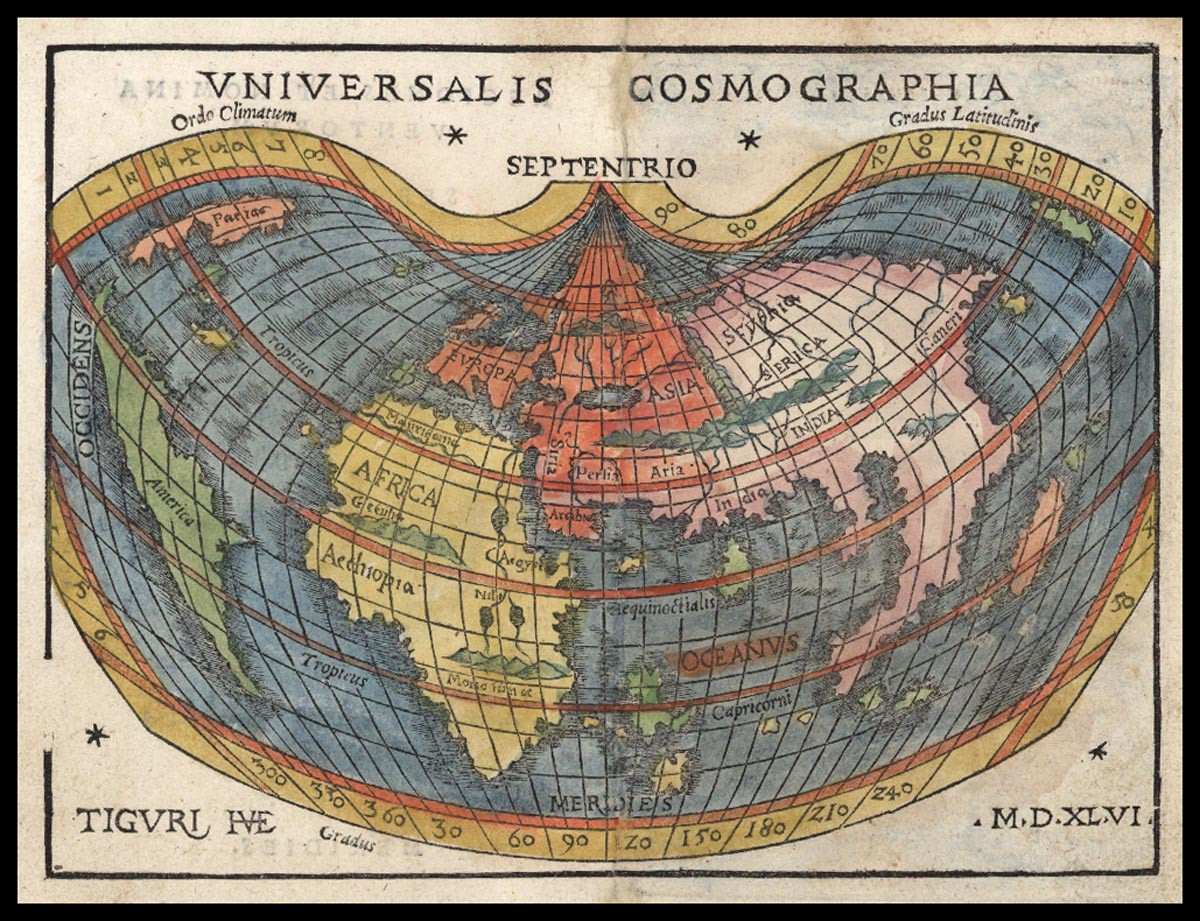
Universalis Cosmographia, 1546

Johannes Honterus, Johann Hynter ou Ioannes Honterus (Brașov, 1498 — Brașov, 23 de Janeiro de 1549), foi teólogo, humanista e reformador saxão da Transilvânia.  É conhecido principalmente pelas suas atividades nas atividades geográficas e cartográficas, bem como pela sua implementação da reforma luterana na Transilvânia.

## Educação e atividade
Nascido em Brașov, na Transilvânia, atual Romênia, estudou na Universidade de Viena entre 1520 e 1525, graduando-se com um título de magister artium.  Quando os otomanos invadiram Viena em 1529, Honterus se mudou primeiro para Ratisbona, e, em 1530, se matriculou na Universidade Jaguelônica de Cracóvia, como Johannes Georgii de Corona, artium magister Viennensis.  Foi em Cracóvia que ele publicou seus primeiros livros, uma gramática latina e um manual de cosmografia.
Entre 1530 e 1532 morou em Basileia e praticou gravações em madeira, desenhando com maestria mapas com duas estrelas que já realçavam suas avançadas habilidades nesse tipo de arte.
Nesse mesmo período de tempo ele viajou para sua cidade natal na Transilvânia, colhendo informações que mais tarde seriam utilizadas para desenhar um mapa da Transilvânia, normalmente conhecida como Siebenbürgen, o qual foi gravado e impresso na Basileia, e o primeiro da região a ser impresso.  A única cópia conhecida do mapa sobrevive ainda na Biblioteca Nacional da Hungria.
Sabe-se que Honterus não ficou totalmente satisfeito com o mapa - ele tentou pedir de volta todas as cópias que havia enviado para seus amigos e outros cientistas. O seu plano seria melhorar o mapa antes de reimprimí-lo para distribuição. Dedicado à liderança de Brașov, ele serviu de projeto básico para os mapas posteriores da Transilvânia, até o século XVIII.  Abraham Ortelius (1527-1598) deu celebridade ao mapa gravando-o  em cobre.

## Em Brașov
Ele voltou para Brașov em 1533 e se envolveu com os eventos locais.  Durante a sua permanência no Sacro Império Romano, Honterus encontrou ideias protestantes, e ele fez inúmeros esforços para introduzir o Luteranismo em Siebenbürgen. Ele tentou realizar a reforma informando o máximo possível de pessoas.  Para isso, ele fundou a escola local do ginásio humanista (que aliás funciona até os dias de hoje com o nome de Escola Johannes Honterus), instalou uma prensa tipográfica (1539), imprimiu grande número de livros (alguns dos quais da própria autoria), tal como o Reformationsbuechlein, e o Kirchenordnung aller Deutschen in Siebenbuergen, bem como ajudou na instalação de uma fábrica de papel.
Em 1542, em Brașov, ele imprimiu uma nova versão do seu manual de cosmografia, desta vez em versos, sob o título de Rudimenta Cosmographica.  Ele achava que os versos poderiam ajudar os estudantes a se lembrarem das informações contidas no livro.  Além disso, o livro continha 13 mapas, impressos pelo próprio Honterus.  Os mapas mostram todas as partes conhecidas do mundo.  O Rudimenta Cosmographia teve tanto sucesso que não menos de 39 edições dessa obra foram impressas em Brașov, Zurique, Antuérpia, Rostock, Praga, e Colônia.  O livro foi impresso pela última vez em 1602, mas seções dele foram inclusas em outros livros até 1692.  Ele pode ser considerado o primeiro manual de amplitude europeia.